# پاپ استفان دوم

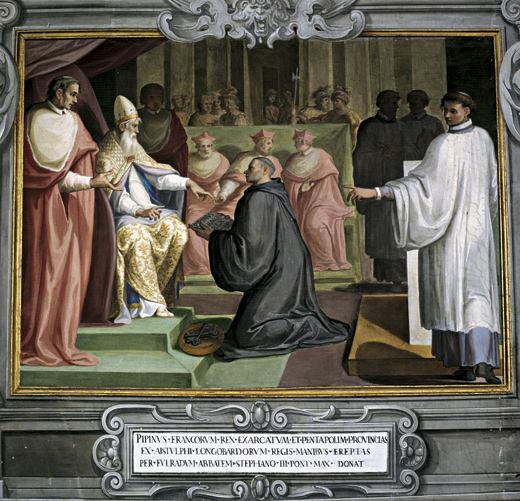

پاپ استفان دوم (به انگلیسی: Stephen II) یکی از پاپ‌های کلیسای کاتولیک رم بود که از ۷۵۲ تا ۷۵۷ میلادی پاپ بود.